# Comune di Lejre
Il comune di Lejre è un comune danese situato nella regione della Selandia con sede amministrativa nella cittadina di Kirke Hvalsø.
Il comune è stato riformato in seguito alla riforma amministrativa del 1º gennaio 2007 accorpando i precedenti comuni di Bramsnæs e Hvalsø.

## Centri abitati
I centri abitati principali del comune sono:
- Kirke Hvalsø (4 587)
- Lejre (3 165)
- Kirke Hyllinge (2 411)
- Osted (2 266)